# Arkhawang
Arkhawang (en népalais : अर्खवाङ) est un comité de développement villageois du Népal situé dans le district de Gulmi. Au recensement de 2011, il comptait 1 511 habitants.